# سیارک ۵۷۸۲
سیارک ۵۷۸۲ (به انگلیسی: 5782 Akirafujiwara، نامگذاری:1991AF) پنج هزار و هفتصد و هشتاد و دومین سیارک کشف شده‌است که در ۷ ژانویه ۱۹۹۱ کشف شد.